# Action directe (escalade)
Pour les articles homonymes, voir Action directe (homonymie).
Action directe (parfois écrite Action direct) est une voie d'escalade située dans le Frankenjura en Allemagne. Équipée par Milan Sykora dans les années 1980, ce n'est qu'en 1991 que Wolfgang Güllich en a réussi la première ascension après de nombreux essais et un entrainement spécifique. Estimée lors de son ouverture à une cotation de 8c+/9a, elle est de nos jours considérée comme un 9a de référence en plus d'être la première voie au monde dans le neuvième degré.

## Description

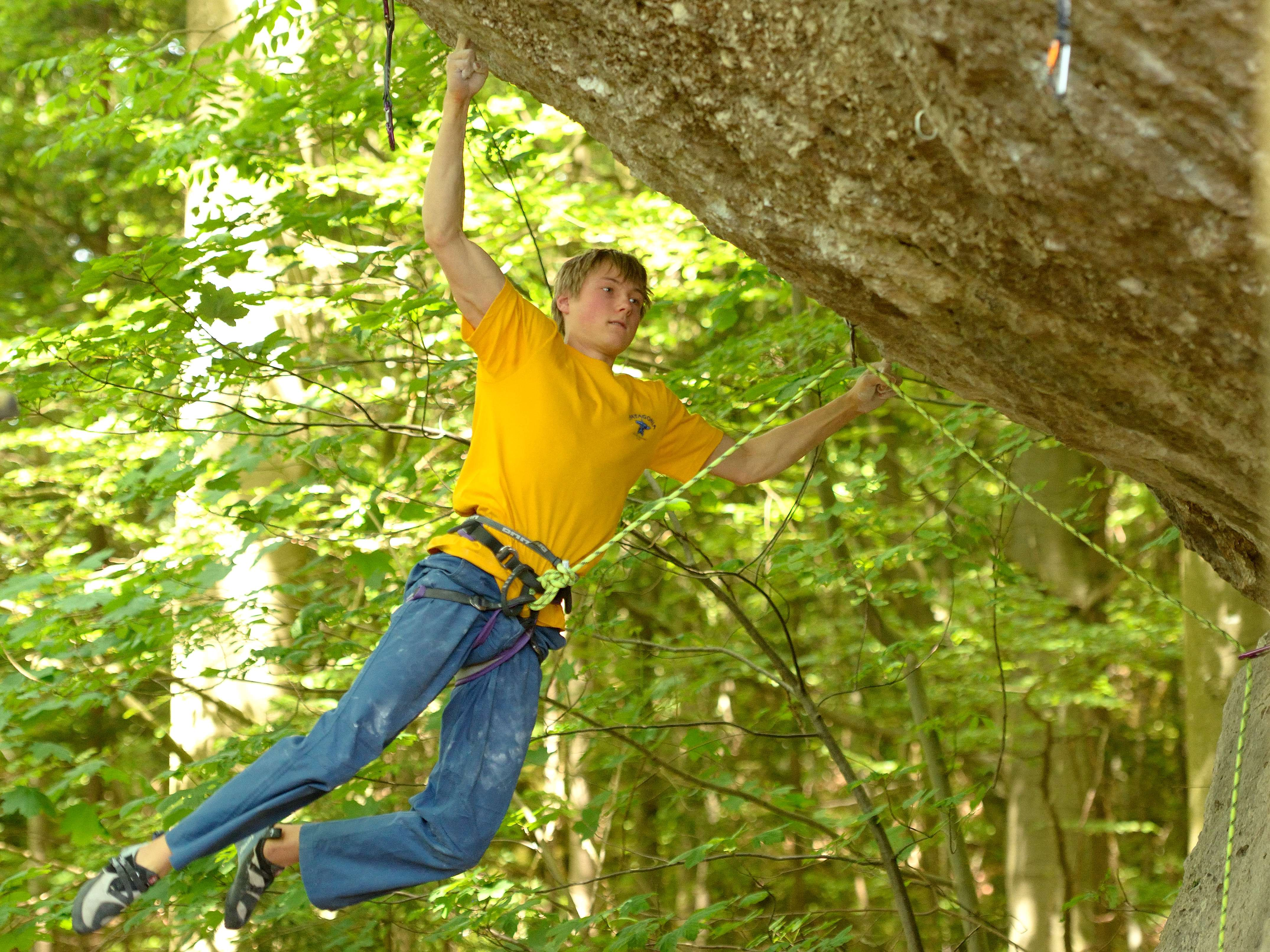
Alexander Megos dans le ballant sur monodoigts du premier mouvement dAction directe, 2014.

Il s'agit d'une voie relativement courte de 12 m de hauteur. Elle commence par 5 m d'escalade verticale relativement aisée, puis continue sur une deuxième partie très difficile avec des mouvements dynamiques dans un dévers à 45°, où l'essentiel des prises se tiennent à un ou deux doigts. Elle se réalise en une quinzaine de mouvements selon la méthode utilisée ; l'enchainement de Güllich en compte 16 tandis que Richard Simpsons et Dai Koyamada le font en 11 mouvements.
Mélissa Le Nevé a réalisé la première ascension féminine en mai 2020.

## Réalisations
L'Allemand Wolfgang Güllich est l'un des meilleurs grimpeurs des années 1980 dans le domaine de l'escalade libre, et l'un de ceux qui repoussent les limites de la difficulté après avoir notamment ouvert le premier 8b (Kanal Im Rücken) en 1984, le premier 8b+ (Punks in The Gym aux Monts Arapiles en Australie) en 1985, et le premier 8c (Wallstreet) en 1987, le premier 8c+ (Hubble à Raven Tor dans le Peak District) étant l'œuvre de l'anglais Ben Moon en 1990. C'est finalement le 14 septembre 1991 que Güllich réussit la première ascension d'Action Directe après s'être entraîné à l'aide du pan, dit pan Güllich qu'il a spécialement créé pour l'occasion.
Les années suivantes de nombreux grimpeurs essaient de répéter l'ascension de la voie dont notamment Ben Moon, qui réalise quelques essais et finit par renoncer après une blessure en 1992, mais aussi par Jean-Baptiste Tribout et Alain Ghersen en 1993 qui restent sans succès face à la difficulté de la voie.
Action directe est répétée pour la première fois en 1995 par Alexander Adler puis une deuxième fois en 2000 par Iker Pou, tous les deux après un travail spécifique. Le jeune prodige américain Dave Graham réussi la quatrième ascension en 2001, après seulement sept jours et une vingtaine d'essais répartis sur un mois.
| no | Grimpeur             | Nationalité        | Date              | Commentaires                                                                                  |
| -- | -------------------- | ------------------ | ----------------- | --------------------------------------------------------------------------------------------- |
| 1  | Wolfgang Güllich     | Allemagne          | 14 septembre 1991 | Première ascension                                                                            |
| 2  | Alexander Adler      | Allemagne          | 9 septembre 1995  | ,                                                                                             |
| 3  | Iker Pou             | Espagne            | 7 juin 2000       | ,                                                                                             |
| 4  | Dave Graham          | États-Unis         | 21 mai 2001       | [ 6 ]                                                                                         |
| 5  | Christian Bindhammer | Allemagne          | 14 mai 2003       | [ 7 ]                                                                                         |
| 6  | Richard Simpson      | Royaume-Uni        | 13 octobre 2005   | Réalisation de la voie avec un nouvel enchaînement de 11 mouvements contre 16 originellement, |
| 7  | Dai Koyamada         | Japon              | 15 octobre 2005   | ,                                                                                             |
| 8  | Markus Bock          | Allemagne          | 22 octobre 2005   | [ 10 ]                                                                                        |
| 9  | Kilian Fischhuber    | Autriche           | 26 septembre 2006 | [ 11 ]                                                                                        |
| 10 | Adam Ondra           | République tchèque | 19 mai 2008       | ,                                                                                             |
| 11 | Patxi Usobiaga       | Espagne            | 19 mai 2008       | [ 13 ]                                                                                        |
| 12 | Gabriele Moroni      | Italie             | 17 avril 2010     | ,                                                                                             |
| 13 | Jan Hojer            | Allemagne          | 22 mai 2010       | ,                                                                                             |
| 14 | Adam Pustelnik       | Pologne            | 10 octobre 2010   | ,                                                                                             |
| 15 | Felix Knaub          | Allemagne          | 22 novembre 2011  | [ 16 ]                                                                                        |
| 16 | Rustam Gelmanov      | Russie             | 26 mars 2012      | ,                                                                                             |
| 17 | Alexander Megos      | Allemagne          | 3 mai 2014        | Ascension réussie en moins de 2 heures au 4e essai                                            |
| 18 | Felix Neumäker       | Allemagne          | 14 mai 2015       | [ 19 ]                                                                                        |
| 19 | Simon Lorenzi        | Belgique           | 23 juin 2017      | [ 20 ]                                                                                        |
| 20 | Mélissa Le Nevé      | France             | 21 mai 2020       | Première femme à réaliser l'ascension                                                         |
| 21 | Stefano Ghisolfi     | Italie             | 4 novembre 2023   |                                                                                               |

## Cotation
Lors de sa première ascension, Wolfgang Güllich estime sa cotation à XI selon le système de l'UIAA, ce qui équivaut à 8c+/9a selon le système français, la jugeant ainsi plus dure que Wall Street. Pourtant, dès la fin 1991, elle est citée comme étant le premier 9a, par exemple en couverture du magazine espagnol Desnivel no 68 .  Après les nombreuses répétitions, elle est maintenant établie à 9a et est une des voies de référence de ce niveau.
Pour Rich Simpson, c'est la voie la plus dure qu'il ait réussi, plus dure que Hubble et tous les autres 8c+ qu'il a déjà grimpé, bien qu'il en ait essayé de plus dures sans les réussir. Pour Dai Koyadama qui avait alors gravi trois 9a et seize 8c+, c'est la plus difficile de toutes. Patxi Usobiaga, qui avait réussi auparavant deux 9a+, Biographie en 2004 et La Rambla en 2007, estime sa cotation à 9a mais pas plus.
Cependant Ben Moon considère aujourd'hui qu'elle est du même niveau que Hubble, qui devrait donc être aujourd'hui coté 9a.

### Vidéos
1. ↑  (en) [vidéo] « Alexander Adler dans Action directe », sur YouTube
2. ↑  (en) [vidéo] « Iker Pou dans Action directe », sur YouTube
3. ↑  (en) [vidéo] Reportage sur Richard Simpson et son ascension d'Action directe sur Vimeo
4. ↑  (en) [vidéo] « Dai Koyamada dans Action directe », sur YouTube
5. ↑  (en) [vidéo] « Adam Ondra dans Action directe », sur YouTube
6. ↑  (en) [vidéo] « Gabriele Moroni dans Action directe », sur YouTube
7. ↑  (en) [vidéo] « Jan Hojer dans Action directe », sur YouTube
8. ↑  (en) [vidéo] Adam Pustelnik dans Action directe sur Vimeo
9. ↑  Rustam Gelmanov